# Salles-de-Barbezieux
Salles-de-Barbezieux là một xã thuộc tỉnh Charente trong vùng Nouvelle-Aquitaine tây nam nước Pháp. Xã này có độ cao trung bình 85 mét trên mực nước biển.